# Sainte-Marthe, Eure
 Sainte-Marthe là một xã của tỉnh Eure, thuộc vùng Normandie, miền bắc nước Pháp.